# Mmaphashalala
Mmaphashalala est une ville du Botswana.